# カプツィーナー納骨堂

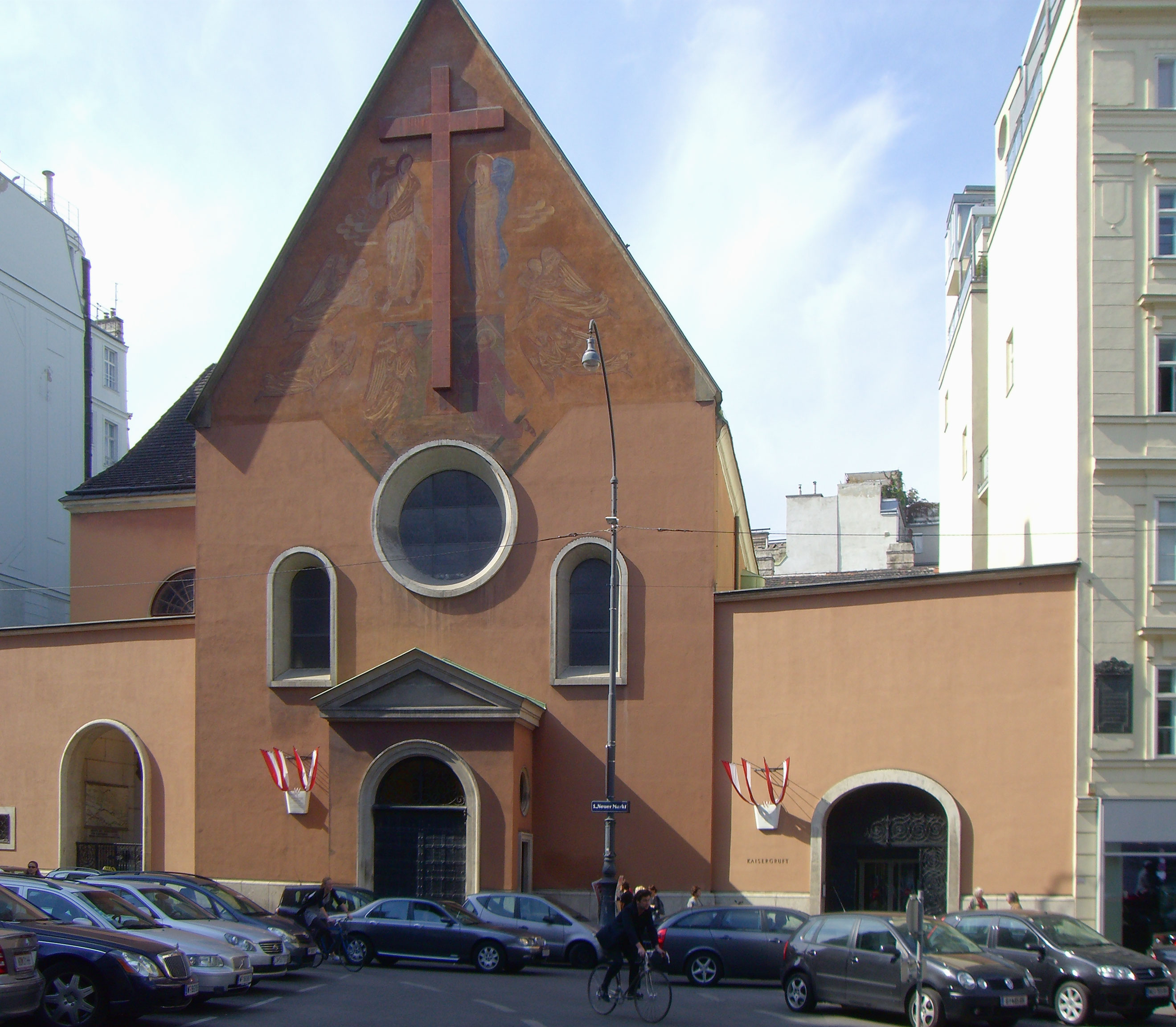
カプツィーナー教会（ウィーン）。地下に帝室納骨堂がある

カプツィーナー納骨堂（ドイツ語: Kapuzinergruft）は、オーストリア、ウィーンのカプツィーナー教会地下にある納骨堂。近くにはホーフブルク宮殿がある。帝室納骨堂、皇帝納骨堂、皇帝廟（Kaisergruft）とも呼ばれ、ハプスブルク家・ハプスブルク＝ロートリンゲン家の皇帝（神聖ローマ皇帝、オーストリア皇帝、メキシコ皇帝）や皇后、その子孫らの多くが埋葬されている。ウィーンの観光名所の一つとなっている。

## 概要

### 由来
1617年、神聖ローマ皇帝マティアスの皇后アンナが、カプチン会の修道生活と、自分たち夫妻の墓所としての構想を思い立ち、ウィーンのホーフブルク城に近接して教会・修道院と墓所を建てることにした。アンナは1617年11月10日に自らの意志で資金を修道院建設のために提供し、そのちょうど1年後に死去したことから資金はすぐに役立てられた。マティアス帝は、皇后の死から1年後に崩御した。
1622年9月8日、皇帝フェルディナント2世出席の下で、基礎となる石が置かれた。三十年戦争の混乱に起因する工事の遅滞の後、教会が天使の聖母マリアへ1632年7月25日に献堂された。
翌年の復活祭には、皇帝マティアスと皇后アンナの亡骸の入った簡素なサルコファガスが、盛大な式典の下で移された。マティアス帝夫妻の眠る場所は、現在、創設者納骨堂（Gründergruft）と呼ばれている。
以後、納骨堂の拡張や改修がなされてきた。

### 現在
現在、138体の亡骸が納められた棺（ハプスブルク家、ハプスブルク＝ロートリンゲン家の人々）の他、心臓の入った壷、4人分の焼却された遺灰、これらが相互に連結された帝室納骨堂10箇所の1つに安置されている。簡素なものから華美なロココ様式まで、103の金属製サルコファガスと5つの心臓壷が見られる。これらには12人の皇帝、18人の皇后が含まれる。
他家出身の32人の配偶者が、ここを永眠の地としている。帝室納骨堂に納められているその他の亡骸は皆、オーストリア大公・オーストリア大公女の称号を持って生まれた者である。
この納骨堂に埋葬された中で最も年齢が高かったのは、98歳であったオットー・フォン・ハプスブルクである。幾人かは出生後まもなく亡くなっており、埋葬された者の25％以上は5歳未満で亡くなっていた。
今日まで、カプチン会修道士12人の幾人かは、聖職者としての仕事と並行し地下納骨堂の保護・管理人という慣例的な役割を続けている。

## 主な埋葬者

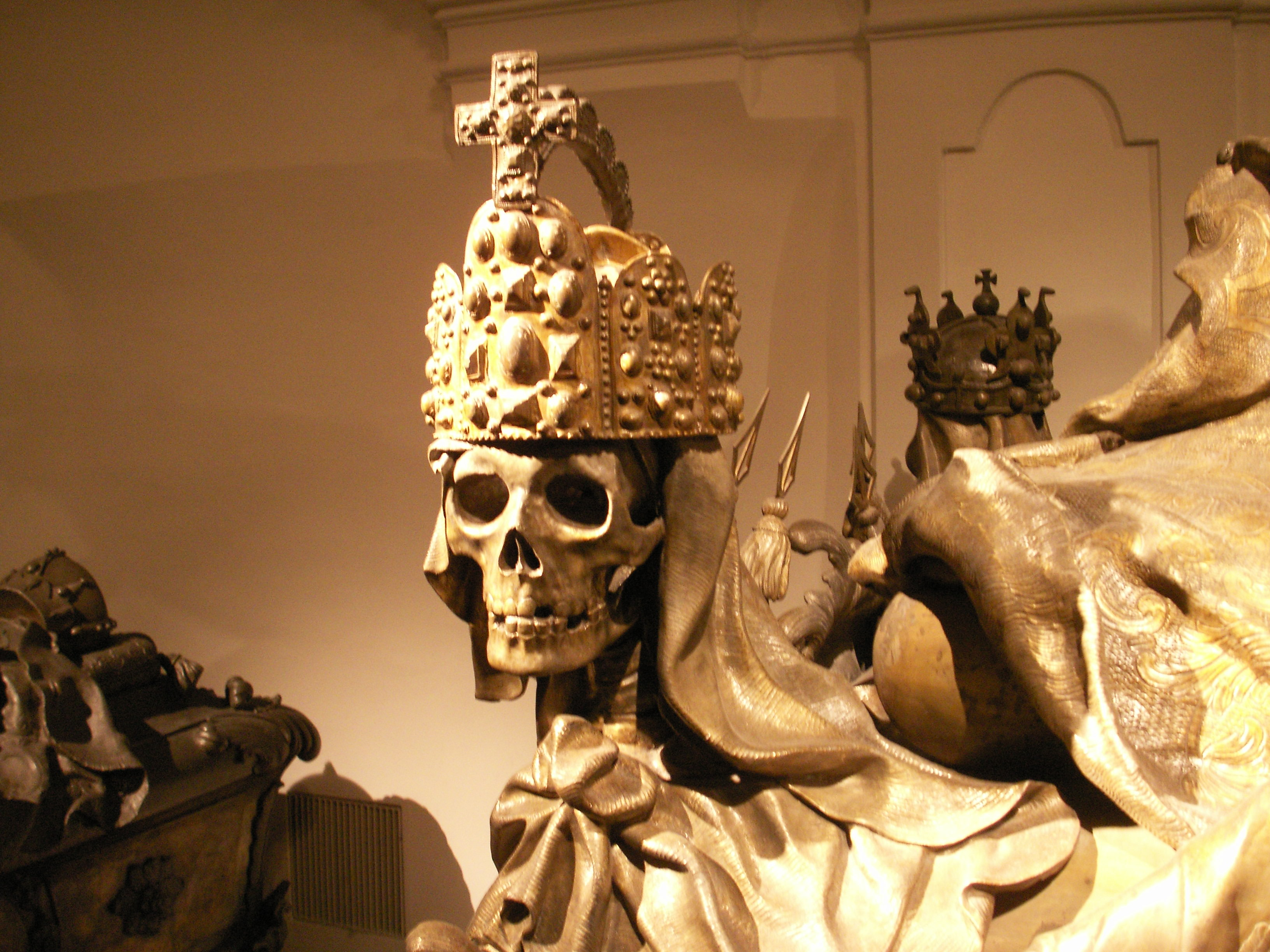
カール6世のサルコファガス

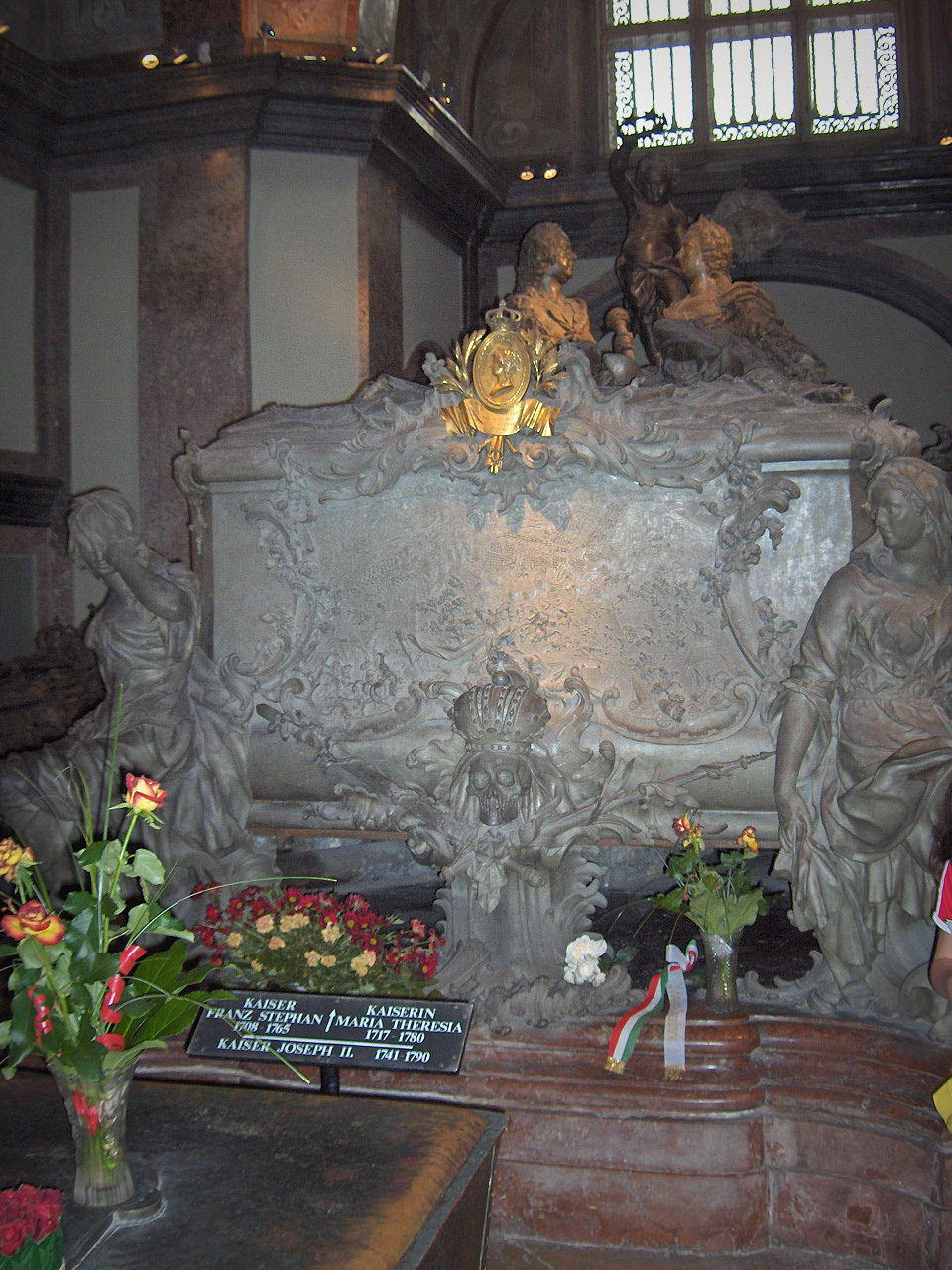
マリア・テレジアのサルコファガス

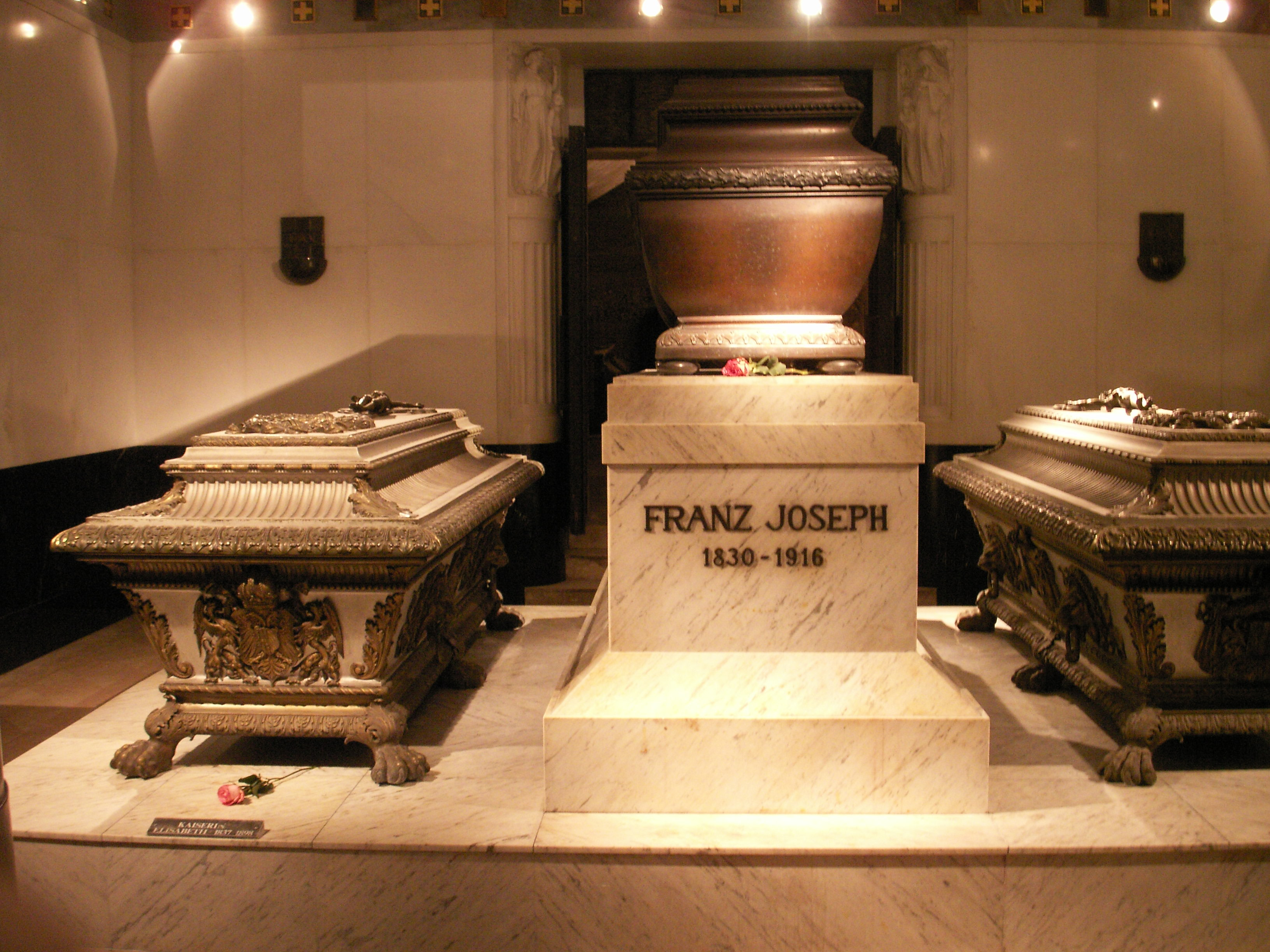
皇后エリーザベト、フランツ・ヨーゼフ1世、皇太子ルドルフの棺

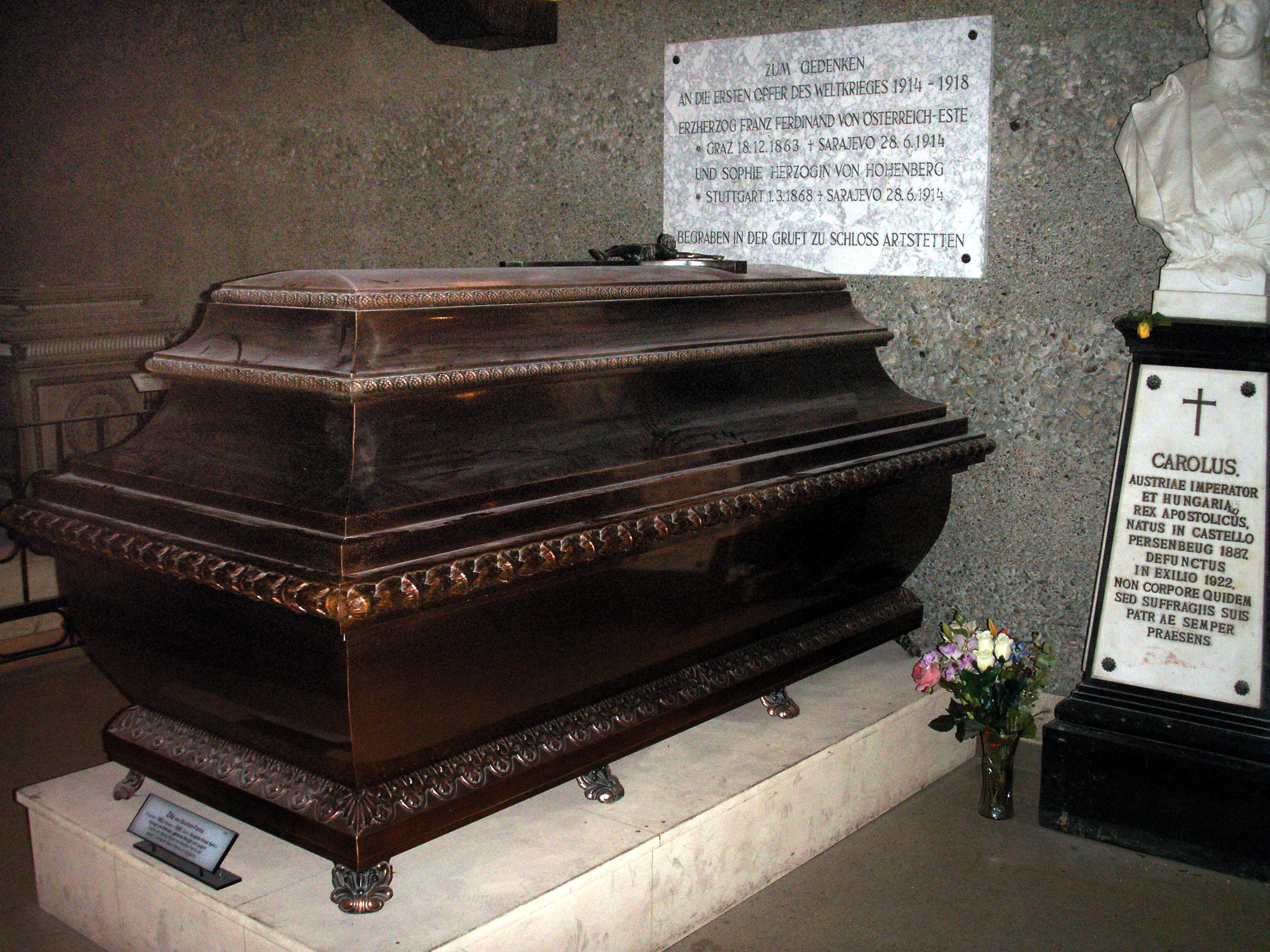
皇后ツィタ・フォン・ブルボン＝パルマの棺。隣の胸像は最後の皇帝カール1世

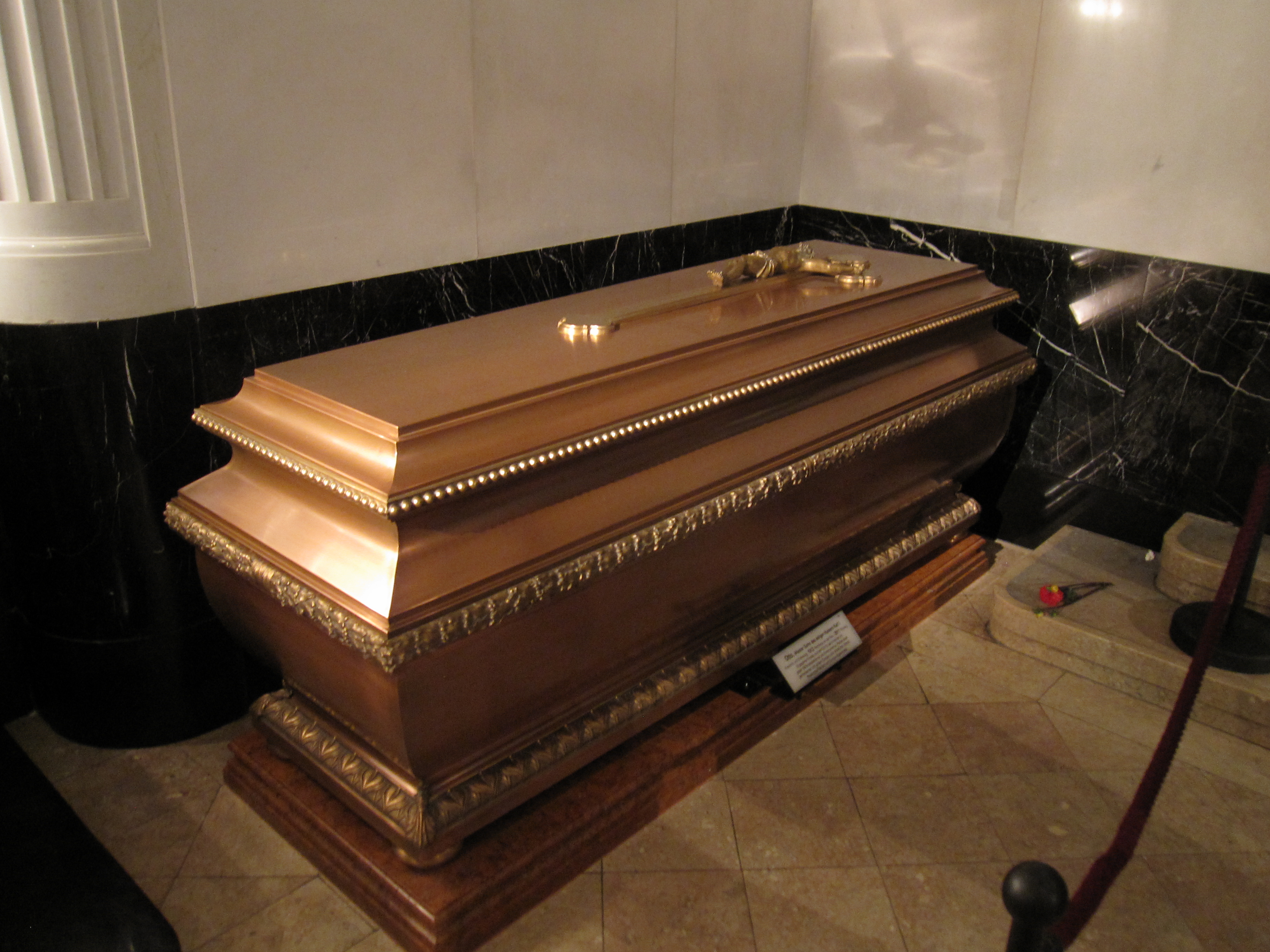
オットー・フォン・ハプスブルクの棺

### 創設者納骨堂
- 皇帝マティアス
- 皇后アンナ・フォン・ティロル

### レオポルト納骨堂
- 皇后マリア・レオポルディーネ・フォン・ティロル
- ローマ王フェルディナント4世
- 皇帝フェルディナント3世
- 皇后マルガレーテ・テレジア・フォン・シュパーニエン
- 皇后エレオノーラ・フォン・マントゥア＝ネフェルス
- バイエルン選帝侯妃マリア・アントニア
- 皇后エレオノーレ・フォン・デア・プファルツ

### カールス納骨堂
- 皇帝レオポルト1世
- 皇帝ヨーゼフ1世
- 皇帝カール6世
- 大公女マリア・エリーザベト
- 大公女マリア・アンナ
- 皇后エリーザベト・クリスティーネ・フォン・ブラウンシュヴァイク＝ヴォルフェンビュッテル

### マリア・テレジア納骨堂
- マリア・イザベラ・フォン・ブルボン＝パルマ
- 皇帝フランツ1世
- 皇后マリア・ヨーゼファ・フォン・バイエルン
- 大公女マリア・ヨーゼファ
- 皇后マリア・テレジア
- 皇帝ヨーゼフ2世

### フランツェンス納骨堂
- 皇后マリア・テレジア・フォン・ネアペル＝ジツィーリエン
- オーストリア皇帝フランツ1世
- 皇后カロリーネ・アウグステ・フォン・バイエルン

### フェルディナント納骨堂
- 皇帝フェルディナント1世
- 皇后マリア・アンナ・フォン・ザヴォイエン
- オーストリア大公妃マリア・テレサ・フォン・ポルトゥガル

### トスカーナ納骨堂
- 皇帝レオポルト2世
- 皇后マリア・ルドヴィカ・フォン・シュパーニエン
- 大公女マリア・クリスティーネ
- オーストリア＝エステ大公フェルディナント
- ナポリ・シチリア王妃マリア・カロリーナ
- テシェン公アルベルト・カジミール・フォン・ザクセン＝テシェン
- トスカーナ大公レオポルト2世
- モデナ公フランチェスコ5世
- トスカーナ大公フェルディナンド4世

### ノイエ納骨堂
- ケルン大司教選帝侯マクシミリアン・フランツ
- テシェン公妃ヘンリエッテ・アレクサンドリーネ・フォン・ナッサウ＝ヴァイルブルク
- 大公・枢機卿ルドルフ・ヨハネス・フォン・エスターライヒ
- テシェン公カール
- パルマ女公マリア・ルイーザ
- 大公妃マルガレーテ・フォン・ザクセン
- メキシコ皇帝マクシミリアン
- 大公妃マリア・アンヌンツィアータ・フォン・ネアペル＝ジツィリエン
- 大公妃ゾフィー・フォン・バイエルン
- 大公フランツ・カール
- 大公カール・ルートヴィヒ
- 大公オットー・フランツ
- 大公妃マリア・ヨーゼファ・フォン・ザクセン

### フランツ＝ヨーゼフ納骨堂
- 皇太子ルドルフ
- 皇后エリーザベト
- 皇帝フランツ・ヨーゼフ1世

### 納骨堂礼拝堂
- 皇后ツィタ・フォン・ブルボン＝パルマ
- 大公カール・ルートヴィヒ
- 皇太子オットー
- 皇太子妃レギーナ・フォン・ザクセン＝マイニンゲン